# Filipi
 Ovo je glavno značenje pojma Filipi. Za druga značenja pogledajte Filipi (razdvojba).
Filipi (grčki: Φίλιπποι, tj. Philippoi; latinski: Philippi) bio je starogrčki grad u istočnoj Makedoniji, Prefektura Kavala, na drevnom putu koji povezuje Europu i Aziju, Via Egnatia. Danas tek arheološki lokalitet s ostacima starog grada ispod planine Slavinka (gr. Lekani), oko 13 km sjeverozapadno od obalnog sjedišta pokrajine, grada Kavala. Filipi se nalaze na sjevernoj granici močvara koje su u antici prekrivale cijelu dolinu, odvajajući grad od gorja Pangeon i ostatke Grčke na jugu.
Arheološki lokalitet Filipi je upisan na UNESCO-ov popis mjesta svjetske baštine u Europi 2016. godine.

## Povijest
Osnovan je oko 360. pr. Kr. pod imenom Krenid (Κρηνῖδες, tj. „Izvori”), a 356. pr. Kr. ga je osvojio makedonski kralj Filip II. Makedonski i nazvao po sebi. Grad je očuvao svoju autonomiju sve do vremena Filip V. Makedonski kada je anektiran Makedoniji, samo da bi ga 168. pr. Kr. osvojio Rim. Usprkos relativno malom broju stanovnika, bio je važno trgovačko središte.
Najvažniji događaj u njegovoj povijesti je bila Bitka kod Filipa 42. pr. Kr. u kojoj je Drugi trijumvirat porazio ubice Julija Cezara.
Filipi su važni i u povijesti kršćanstva kako ih je posjetio Sveti Pavao koji je njegovim stanovnicima uputio znamenitu „Poslanicu Filipljanima”.
Nakon što ga je poharala Justinijanova kuga u 547. god., sada već bizantski grad je 619. god. pogodio i potres od kojega se nikada više nije oporavio. God. 838. nakratko ga osvajaju Bugari i grad postaje bizantska pogranična utvrda sa zidinama iz 10. i 11. st.
Nakon četvrtog križarskog rata grad osvajaju Srbi, ali je usprkos važnosti kao utvrde na putu Via Egnatia počeo nazadovati da bi u 14. stoljeću, nakon što ga osvaja Otomansko Carstvo, bio potpuno napušten.
Po njemu je prozvana današnja općina Filippoi koja pripada periferiji Istočna Makedonija u suvremenoj Grčkoj.

## Odlike
Ostaci ovog utvrđenog grada leže u podnožju akropole i od svog osnutka 356. godine prije Krista razvio se kao "mali Rim" zajedno sa širenjem Rimskog carstva u desetljećima nakon bitke kod Filipa iz 42. pr. Kr. Helenističko kazalište i pogrebni heroon (hram) dopunjen je s rimskim građevinama kao što su je forum. Kasnije je grad postao središte kršćanske vjere nakon posjeta apostola Pavla oko 49. – 50. god. Ostaci njegove bazilike predstavljaju izuzetno svjedočanstvo ranog uspostavljanja kršćanstva.
- Arheološki muzej Filipi
- Ostaci Bazilike sv. Pavla
- Natpis biskupa Porphyriosa u Bazilici sv. Pavla
- Bazilika izvan zidina iz 4. st.
- Oktagonalna bazilika i krstionica

## Vanjske poveznice
- Philippi - Catholic Encyclopedia
- Livius, Philippi  Arhivirana inačica izvorne stranice od 7. listopada 2014. (Wayback Machine) by Jona Lendering (ancient history)